# 橋本作市
橋本 作市（はしもと さくいち、1905年〈明治38年〉10月7日 - 1973年〈昭和48年〉5月27日）は、昭和時代の政治家。北海道留萌市長（2期）。

## 来歴
北海道出身。1929年（昭和4年）北海道帝国大学水産専門部卒業。留萌町に奉職し、資源課長などを歴任した。
その後、留萌町助役を経て、1947年4月、留萌町議会議員となり、翌月には副議長となる。同年10月留萌市発足により、留萌市議会議員、同副議長に就任した。1951年の留萌市長選挙に立候補したが、現職の原田太八に敗れ落選した。
1954年2月に前市長の原田太八が任期途中で辞職したことに伴う翌3月の市長選挙には橋本作市、小澤久吉、城川徹郎の3人が立候補し、橋本は初当選を果たす。次点の小澤と100票弱差の僅差での当選であった。1958年の選挙で再選。1962年の市長選挙で原田栄一（原田太八の息子）に敗れた。1966年の選挙でも落選した。後に従五位勲五等双光旭日章を贈られた。